# 김성훈 (바둑 기사)
김성훈(金聖勳, 1942년 2월 19일 ~ 2009년 7월 27일)은 대한민국의 바둑 기사이다.

## 약력
1965년 한국일보가 주최한 제6회 한국바둑선수권대회에 서울 대표로 참가하여 1위를 차지했고, 제21회 입단대회를 통해 김동명과 함께 프로 바둑에 입단했다. 1968년 제13기 국수전 본선과 1970년 제10기 패왕전 본선에 진출했다. 1982년 제2기 KBS 바둑왕전 본선과 1993년 제12기 제왕전 본선에 올랐고, 1995년 5단으로 승단했다. 2005년 프로기사직에서 탈퇴했고, 2009년 향년 68세의 나이로 외국에서 별세했다.